# قطعنامه ۷۹۳ شورای امنیت
قطعنامه ۷۹۳ شورای امنیت سازمان ملل متحد که در تاریخ ۳۰ نوامبر ۱۹۹۲ تصویب شد، سندی بین‌المللی دربارهٔ آنگولا است. این قطعنامه طی نشست ۳۱۴۴ام با ۱۵ رای موافق، ۰ مخالف و ۰ ممتنع تصویب شد.